# جیندو (جزیره)
جیندو، جزیره جین (انگلیسی: Jindo) یکی از سه جزیره بزرگ در کره جنوبی است. این جزیره به همراه یک گروه جزایر کوچک‌تر شهرستان جیندو را تشکیل می‌دهند. این جزیره در استان جئولانام-دو در گوشه جنوب غربی شبه‌جزیره کره واقع شده‌است.
جیندو در ساحل غربی شبه جزیره کره قرار دارد، بعد از جزایر ججو و گئوجه به عنوان سومین جزیره بزرگ در کره شناخته می‌شود. آن بخشی از شهرستان جیندو است که در برگیرنده مجمع الجزایری از چندین جزیره کوچکتر می‌باشد.
ناحیه حاصلخیز جزیره سابقاً «اوکجو» نامیده می‌شد که به یک روستای حاصلخیز برمی‌گشت. جیندو نام جزیره معنی زمین ارزشمند را می‌دهد که به‌طور ضمنی بر فراوانی و حاصلخیزی دلالت دارد.